# Ait Naamane
Ait Naamane  (in arabo أيت نعمان‎?) è un centro abitato e comune rurale del Marocco situato nella provincia di El Hajeb, regione di Fès-Meknès. Conta una popolazione di 6 307 abitanti (censimento 2014).